# Geert van der Zwaag
Geert Lourens van der Zwaag (Wolvega, 4 mei 1858 – Gorredijk, 22 april 1923) was een Nederlands politicus.
Van der Zwaag was een Friese varkenskoopman, die twaalf jaar als vrije socialist namens het district Schoterland in de Tweede Kamer zat. Aanvankelijk was hij liberaal, maar later (revolutionair-)socialist. Hij was actief in de Friesche Volkspartij en de SDB (Socialistenbond) van Domela Nieuwenhuis. Hij sloot zich in 1894 niet aan bij de SDAP. Was tevens twaalf jaar gedeputeerde van Friesland.
Van der Zwaag was ook in kleine kring bekend als dichter en schrijver van musicals.